# Kim Ki-bum
Bài này viết về một thành viên của Super Junior. Muốn tìm kiếm những nghệ sĩ cùng tên khác, vui lòng xem thêm U-Kiss và Shinee.
Kim Ki-bum (sinh ngày 21 tháng 8 năm 1987), thường được gọi ngắn gọn là Kibum, là một ca sĩ, diễn viên Hàn Quốc, và là cựu thành viên của nhóm nhạc nam Super Junior hoạt động tại Hàn Quốc. Anh chính thức rời công ty quản lý SM Entertainment vào ngày 20/8/2015

## Trước khi ra mắt
Kibum sinh ra tại Seoul, Hàn Quốc và có một em gái, Kim Saehee, hiện đang sống cùng với mẹ. Anh cũng có anh em họ ở Florida, California, Atlanta và New Jersey. Một trong số những người anh em họ của anh cũng là một diễn viên và người mẫu nổi tiếng, Shin Dong Wook. Khi mới 10 tuổi, gia đình anh chuyển đến Los Angeles, bang California, Hoa Kỳ, tại đây anh học trường trường Palisades Charter High School.
Năm 2002, anh được phát hiện bởi một nhân viên tìm kiếm tài năng của Hàn Quốc và nhận được đề nghị đến tham gia thi tuyển tại Starlight Casting System. Kibum sau đó đã trở thành học viên chính thức của công ty, được đào tạo trong các lĩnh vực hát, nhảy, diễn xuất, và những nghệ thuật biểu diễn khác như dẫn chương trình và làm người mẫu.
Anh đặc biệt yêu thích lĩnh vực diễn xuất, theo như giải thích là vì anh quan tâm đến lĩnh vực này nhiều nhất. Mặc dù hiện tại đang sống tại Seoul nhưng anh vẫn liên tục quay lại Los Angeles để thăm gia đình và tham gia lớp học của mình, dù trong thời gian ngắn.

## Sự nghiệp diễn xuất

### Truyền hình
Trước khi ra mắt, Kibum thường tham gia trình diễn thời trang và cũng xuất hiện trong nhiều quảng cáo như KTF, C&C phone, NF Sonata, OLIVE, My Chew, Ottogi Noddle và Elite Uniform với tiền bối cùng công ty BoA. Anh cũng tham gia đóng quảng cáo với những nghệ sĩ mà hồi đó chưa ra mắt như Ahyoomee, Go Ara, và thành viên cùng nhóm sau này Kim Heechul.
Kibum ra mắt vào ngày 21 tháng 4 năm 2004, ngày công chiếu của bộ phim truyền hình April Kiss của đài KBS. Anh đóng vai Han Jungwoo thời trẻ. Vai diễn quan trọng nhất mà anh được nhận là trong bộ phim truyền hình KBS, Sharp 2, với sự tham gia của nghệ sĩ cùng công ty Go Ara và Kim Heechul. Ngay sau khi Sharp 2 được trình chiếu vào đầu năm 2005 thì Kibum đã ra mắt với tư cách một thành viên của Super Junior, do đó sự nghiệp diễn xuất của anh cũng bị ảnh hưởng. Sau đó anh được đóng một vai nhỏ trong bộ phim truyền hình MBC, "Marrying a Millionaire", và chỉ xuất hiện trong một tập phim duy nhất khi anh đóng vai Kim Younghoon thời trẻ. Tuy nhiên, anh đã lại giành được uy thế khi được cùng đóng vai chính trong phim bộ phim sitcom của đài MBC, Rainbow Romance với Kim Heechul cho 243 tập phim trong năm sau đó. Vào mùa thu năm 2006, bộ phim thứ hai của Kibum với Go Ara, Hoa tuyết (phim truyền hình), được phát sóng trên kênh SBS, thu hút một lượng lớn khán giả theo dõi.
Tháng 4 năm 2008, đã có thông báo chính thức rằng Kibum sẽ được đóng vai chính trong bộ phim chiếu hàng ngày của MBC, Chunja's Happy Events cùng với Wang Bitna sau mười sáu tháng tạm ngừng các hoạt động diễn xuất. Ngày công chiếu của bộ phim là vào ngày 19 tháng 5 năm 2008.
Hiện nay anh đang tham gia bộ phim lịch sử A deep rooted tree, đóng vai một học giả trong nhóm Hangul của vua Sejong, Park Paeng-nyeon.

### Phim điện ảnh
Phim điện ảnh đầu tiên mà Kim Kibum tham gia là trong bộ phim Attack on the Pin-Up Boys, một bộ phim về trường học Hàn Quốc năm 2007 với sự tham gia của hầu hết thành viên Super Junior ngoại trừ Kyuhyun. Anh đóng vai người dẫn chuyện; người đi điều tra những sự việc bí ẩn xảy ra trong trường. Bất chấp những đánh giá trái chiều, bộ phim cũng không có doanh số phòng vé cao nhưng cả bốn phiên bản DVD của bộ phim đều được bán hết và đốt cháy các bảng xếp hạng. Năm 2010, bộ phim điện ảnh mới của Kibum, Jumunjin đã được ra mắt vào ngày 21 tháng 1. Đây là một câu chuyện tình yêu giống như chuyện thần tiên giữa người vô tội - cô gái trang trại vui tươi Jini, và Go Seuteu (Kibum) - người không thể quên đi tình yêu quá khứ của mình và đã trở thành một con ma. Ngay sau bộ phim, anh còn tham gia vở kịch có tên Middle Nap (낮잠).

## Sự nghiệp âm nhạc

### 2005–nay: Super Junior
Đầu năm 2005, công ty của Kibum đưa ra thông báo chính thức rằng anh sẽ ra mắt lần thứ hai với tư cách là một ca sĩ. Cùng với 11 thành viên khác, Kibum đã cùng với Super Junior 05, thế hệ đầu của Super Junior, ra mắt vào ngày 6 tháng 11 năm 2005 trên chương trình Inkigayo của đài SBS, trình diễn single đầu tay "Twins (Knock Out)". Nhóm đã phát hành album đầy đủ một tháng sau đó, và album ra mắt đã đứng thứ 3 trên bảng xếp hạng album hàng tháng MIAK K-pop. Khi đợt quảng bá cho single thứ hai Miracle kết thúc, công ty của Super Junior đã chuẩn bị tuyển thành viên cho thế hệ thứ hai của nhóm, Super Junior 06, và thêm thành viên mới để thay thế vị trí của Kibum. Tuy nhiên, kế hoạch thay đổi khi công ty chỉ thêm Kyuhyun và tuyên bố sẽ không hình thành các thế hệ Super Junior tương lai nữa. Nhóm đã bỏ hậu tố "05" và chính thức trở thành Super Junior. Nhóm mới đã giành được thành công lớn sau khi họ phát hành CD single đầu tiên U vào mùa hè 2006, và đã trở thành single thành công nhất của Super Junior trong các bảng xếp hạng âm nhạc cho đến trước khi album thứ 3 "Sorry, Sorry" được tung ra, đưa họ giành được vị trí No.1 lần đầu tiên trong sự nghiệp âm nhạc của mình.
Thời gian đầu ra mắt, Kibum đã tạm rời xa các hoạt động diễn xuất của mình để hoạt động cùng với Super Junior, đặc biệt là trong thời gian quảng bá album thứ hai của nhóm, Don't Don cho đến cuối năm 2007 và Tour diễn vòng quanh châu Á lần thứ nhất, Super Show vào đầu năm 2008. Don't Don đã trở thành album bán chạy thứ hai Hàn Quốc trong năm 2007, trong khi album Super Show's live concert cũng có thứ hạng cao ở cả Hàn Quốc, Thái Lan và Đài Loan.
Kibum được biết đến với khả năng rap bằng tiếng Anh khá tốt và còn là một trong những lead rappers của Super Junior. Trong khoảng thời gian đầu kể từ khi nhóm ra mắt, Kibum cũng tích cực xuất hiện trên các chương trình truyền hình (variety shows), ví dụ như Love Letter hay các chương trình khác của Hàn Quốc để góp phần quảng bá cho nhóm
Ngay cả sau hai lần debut thì Kibum vẫn tiếp tục là một lựa chọn hàng đầu của các hãng quảng cáo, là một ngôi sao đại diện cho nhiều sản phẩm ở Hàn Quốc. Kibum được chọn là người đại diện cho hãng nước hoa "12 Plus" của Thái Lan cùng với thành viên khác của Super Junior là Siwon vào đầu năm 2008. Tuy nhiên sau đó thì vai trò của anh đã được chuyển sang cho thành viên khác trong nhóm là Donghae khi hãng này cho ra mắt một sản phẩm 12 Plus mới "roll-on".
Trong năm 2009, Super Junior phát hành album thứ ba của họ, Sorry, Sorry. Khi quảng bá cho đĩa đơn đầu tiên, Sorry, Sorry, Kibum đã vắng mặt trong suốt thời gian quảng bá khiến nhiều người suy đoán rằng anh sẽ rời bỏ Super Junior. Công ty của họ, SM Entertainment, cùng các thành viên khác đã phủ nhận điều này. Khi Super Junior ra mắt đĩa đơn thứ hai, It's you, Kibum đã vắng mặt một lần nữa trong tất cả các buổi diễn. SM cuối cùng cũng đưa ra một thông báo rằng Kibum đang bận rộn với các kế hoạch solo, và tái khẳng định rằng anh vắng mặt trong các hoạt động quảng bá là do có sự ưu tiên riêng của mình, và khẳng định anh sẽ không rời khỏi Super Junior. Công ty cũng xác nhận rằng Kibum sẽ không tham gia trong tour diễn của nhóm vào tháng 7 năm 2009, Super Show II do chấn thương bàn chân, vốn cần đến 6 tuần nghỉ ngơi khỏi các hoạt động thể chất. Sau khi Sorry, Sorry - Answer phát hành, Kibum hoàn toàn không tham gia bất kỳ video hay bài hát nào nữa. Trong single It's you, anh thậm chí không hát chút nào. Kibum cũng đã tiết lộ kế hoạch của mình trong tương lai gần, mặc dù anh vẫn không hề tiết lộ cụ thể. Anh nói, "Hiện tại, tôi đang trong quá trình chuẩn bị cho vở kịch và phát hành bộ phim truyền hình. Việc tôi có tham gia album thứ tư hay không, hay sẽ tiếp tục các hoạt động solo, hoặc tiếp tục diễn xuất, thì sẽ cần quá trình trao đổi kĩ hơn với công ty của tôi."
Thực tế là trong suốt album vol 4 Bonamana phát hành tháng 5 năm 2010, Kibum cũng không hề tham gia một chút nào vì còn tập trung cho sự nghiệp diễn xuất của mình.
Ngày 1 tháng 8 năm 2011, Super Junior đã ra mắt album thứ 5 Mr. Simple chỉ với 10 thành viên giống như vol 4, không hề có Kibum. Anh chính thức rời công ty quản lý SM Entertainment vào ngày 20/8/2015

## Phim

### Phim điện ảnh
| Năm  | Tựa đề                                           | Vai       | Ghi chú                       |
| ---- | ------------------------------------------------ | --------- | ----------------------------- |
| 2010 | Jumunjin                                         | "Ghost"   |                               |
| 2007 | Attack on the Pin-Up Boys (꽃미남 연쇄 테러사건) | Kim Kibum | phát hành giới hạn ở Hàn Quốc |

### Phim truyền hình dài tập
| Năm  | Kênh | Tựa đề                                       | Vai diễn                |
| ---- | ---- | -------------------------------------------- | ----------------------- |
| 2013 |      | Thiên Long Bát Bộ                            | Đoàn Dự                 |
| 2012 | TVN  | I love Lee Tae Ri                            | Eum Dong & Hwang Min Sô |
| 2011 | SBS  | A Deep rooted tree (뿌리깊은 나무)           | Park Paengnyun          |
| 2008 | MBC  | Chunja's Happy Events (춘자네 경사났네)      | Park Jungwoo            |
| 2006 | SBS  | Hoa tuyết (phim truyền hình)                 | Ha Yeongchan            |
| 2005 | MBC  | Rainbow Romance (레인보우 로망스)            | Kim Kibum               |
| 2005 | SBS  | Marrying a Millionaire (백만장자와 결혼하기) | Kim Younghoon thời trẻ  |
| 2005 | KBS  | Sharp 2 (반올림2)                            | Joo Yuhmyoung           |
| 2004 | KBS  | April Kiss (4월의 키스)                      | Han Jungwoo thời trẻ    |

### Xuất hiện trong các Music video
- 2006: "Passion (My Everything)" – The Grace

### Kịch
- 2010:  A Middle Nap